# Lestodiplosis emarginata
Lestodiplosis emarginata är en tvåvingeart som beskrevs av Sharma och Rao 1979. Lestodiplosis emarginata ingår i släktet Lestodiplosis och familjen gallmyggor. Inga underarter finns listade i Catalogue of Life.